# Mănușă de seară
Mănușile de seară pentru femei sunt mănuși lungi purtate de femei ca îmbrăcăminte formală, de obicei la o ținută formală precum rochie de seară sau rochie de mireasă. Dintre acestea, cele mai lungi mănuși de seară se numesc „mănuși de operă”. Piesa „lungimea cotului sau mai lungă” este cheia; mănușile care acoperă o porțiune substanțială a antebrațului, până chiar sub cot, pot fi numite în mod legitim „mănuși lungi” sau „mănuși de seară”, dar niciodată „mănuși de operă”. În acest caz, termenul „Opera” are probabil mai mult de-a face cu lungimea decât cu ocazia, așa cum se vede și în „Opera Lung Gloves” și „Opera Length Pearls”.
Multe rochii ceremoniale occidentale sunt derivate din costume ritualice creștine, în special în Biserica Catolică, cea mai mare confesiune creștină în care ritualurile sunt strict disciplinate și a fost necesară reducerea expunerii pielii. Ca răspuns la această tendință, în lumea occidentală, rochiile cu mâneci scurte sau fără mâneci, cum ar fi codul de îmbrăcăminte de noapte, trebuie purtate cu mănuși lungi până la cot, chiar și la evenimentele oficiale și cercurile sociale din clasa superioară. Prin urmare, are o semnificație puternică ca rochie formală într-un loc sacru și strict și se spune că este o rochie sofisticată a unei doamne îngrijite și curate.
Mănușile pentru femei pentru îmbrăcămintea formală și semi-formală sunt disponibile în trei lungimi: încheietura mâinii, cotul și opera (peste cot, de obicei ajungând până la biceps, dar uneori la toată lungimea brațului). Cele mai nobile mănuși de lungime de operă sunt realizate la comandă din piele albă pentru copii. Multe alte tipuri de piele, cel mai adesea soiuri moi de piele de vacă, sunt folosite la realizarea mănușilor de lungime de operă; piele lacată și piele de căprioară sunt deosebit de populare ca alternative la pielea pentru copii și sunt adesea mai accesibile decât pielea pentru copii. Materialele din satin și satin stretch sunt extrem de populare și există și soiuri produse în serie. Mai multe materiale neobișnuite pentru mănuși includ piele realizată din somon, piton și stingray.